# Nikolaus Heidelbach
Nikolaus Heidelbach, né le 5 décembre 1955 à Lahnstein, est un artiste peintre, illustrateur et auteur d'ouvrages jeunesse allemand.

## Biographie
Nikolaus Heidelbach est le fils du peintre Karl Heidelbach (de) (1923-1993), qui a été soldat durant la Première Guerre Mondiale. Nikolaus Heidelbach précise : « A 19 ans, comme soldat, il a été blessé et ne s'en est jamais remis. Il se déplaçait lentement. Pour gagner sa vie, il enseignait la géographie et le dessin. » En 2000, il évoque ainsi sa jeunesse : « mon enfance idyllique. Libres, nous passions notre temps à jouer dans les rues, à nager dans le fleuve, à grimper sur la colline. J'ai grandi à Braubach, au bord du Rhin, dans une famille de cinq enfants. Ma mère était ménagère. Mon père, un peintre réaliste, s'est montré très attentif à mes dessins d'enfant. »
Il suit des études de littérature allemande à Berlin, d'histoire de l'art et de théâtre. 
Il a reçu de nombreux prix, dont le Prix BolognaRagazzi de la Foire du livre de jeunesse de Bologne par deux fois, en 1995 dans la catégorie Fiction pour l'album Au Théâtre des filles, qu'il a écrit et illustré, et en 2025 dans la catégorie Comics Early Reader pour Gutenachtgeschichten für Celeste, qu'il a écrit et illustré avec Ole Könnecke.
Il est fortement influencé et admiratif des travaux de Edward Gorey, Wilhelm Busch, Jean-Marc Reiser ou Roland Topor. Il indique : « Les albums de Tomi Ungerer m’ont appris qu’il est permis de dessiner pour les enfants sans se forcer à la douceur. »
Son premier ouvrage jeunesse Das Elefantentreffen est publié en 1982. En France, ses premières publications datent de 1993 « par Christian Bruel, le découvreur de talents décapants des éditions Le Sourire qui mord ».
Il a illustré des contes des Frères Grimm, : ils paraissent en 2003 en France, neuf années après la publication allemande. « Ce recueil de 220 contes choisis par l'illustrateur » lui a demandé  un travail de « deux ans (dont trois mois consacrés à la lecture des textes dans leurs différentes versions) » Il illustre ensuite des contes de Hans Christian Andersen,.
« En fin de compte, le travail de Nikolaus Heidelbach consiste à installer des pièges à requins sous les lits des enfants. Pour qu'ils dorment en paix », selon Jean-Noël Blanc dans le catalogue de l'exposition de la rétrospective de 1997.
Il réalise deux abécédaires, « l'un sur les filles, l'autre sur les garçons » : Au théâtre des filles, puis Que font les petits garçons ?. Toutefois, à propos de ces deux albums, il précise : « Franchement, trois quarts des situations que je dépeins pourraient avoir pour protagoniste un garçon ou une fille. La différence tient aux apparences, un habit, une coiffure. Je parle de l'enfance, pas de différences entre les sexes. » Pour le journal Le Temps, dans le second abécédaire, l'auteur-illustrateur « excelle dans les mises en scène d'enfants qui, saisis dans un moment de liberté, révèlent la complexité de leur présence au monde. »

Nikolaus Heidelbach déclare en 2000 : 

« Le livre d'enfant reste un domaine très conservateur, plein d'images conventionnelles et d'histoires kitsch. Le jeune public mérite mieux que cela. »

 En effet, son travail « aborde des sujets sensibles comme la sexualité, la mort, la jalousie et la violence ». Selon Sophie Van der Linden, dans le catalogue de la Biennale des illustrateurs de Moulins (Allier) 2019, où Nikolaus Heidelbach était invité et exposait ses originaux, il « offre un reflet puissant de l’enfance authentique qui dérange ». Pour exemple, en 2000 est traduit en France son album Que font les petits garçons ?. L'ouvrage est recommandé par l'Académie de Nantes du Ministère de l'Éducation nationale en 2006, qui « admettait en conséquence que cet album « dérange », notamment en raison du fait qu'il aborde « deux sujets tabous dans la littérature de jeunesse […] : la mort et la sexualité » et « propose un catalogue assez scandaleux de l'activité des petits garçons ». En conséquence, les responsables de l'Académie auront estimé que les enfants pouvaient le lire à l'école, mais en prenant garde à ce que le livre ne tombe entre les mains de leurs parents. » Les réseaux sociaux s'emparent de l'affaire, qui suscite « l'indignation de certains parents d'élèves », et l'Académie supprime ses commentaires sur l'ouvrage. L'album connaîtra « une version remise au goût du XXIe siècle » avec la publication de Que font les petits garçons aujourd'hui ? en 2014.
La Reine Gisèle est publié en 2006. Pour le site Ricochet, dans son avis de lecture, c'est « un vrai plaisir de retrouver l'univers de Nikolaus Heidelbach qui flirte avec les styles, mélangeant humour, burlesque, rêverie, dérision, poésie, imaginaire et absurde. Car cet auteur d'origine allemande possède cette rare capacité à désarçonner et surprendre son lecteur. »
En 2011, l'album L'Enfant-Phoque est, selon l'avis de lecture de La revue des livres pour enfants, « un petit chef-d’œuvre de délicatesse, de tendresse et d'intense mélancolie. » En 2011 en France, deux albums publiés dans les années 1990 Tout petits déjà et Papa-Maman sont réédités dans le recueil L'Avenir de la famille,.
Pour l'année 2024, il est sélectionné pour la sixième année d'affilée (depuis 2019) pour le prestigieux prix suédois, le Prix commémoratif Astrid-Lindgren.
En 2024, il est également l'illustrateur allemand sélectionné au Prix Hans-Christian-Andersen dans la catégorie Illustration, prix international danois, prix pour lequel il était déjà sélectionné pour les trois prix précédents, en 2018, 2020 et 2022 (prix biennal).

## Ouvrages traduits en français

### Auteur et illustrateur
- Au théâtre des filles[21] (Was machen die Mädchen ?), trad. de l'allemand par Joseph Jacquet, le Sourire qui mord, 1993
- La Chambre du poisson, Le Sourire qui mord, 1993
- Papa ; Maman, le Sourire qui mord, 1994
- Tout-petits déjà, le Sourire qui mord, 1994
- Un livre pour Élie (Ein Buch für Bruno), Seuil jeunesse, 1997
- Que font les petits garçons ? (Was machen die Jungs ?)[2], Seuil jeunesse, 2000
- La treizième fée : un conte pour les maîtresses[22],[23] (Die dreizehnte Fee), Seuil jeunesse, 2003
- La reine Gisèle[24],[15] (Königin Gisela), traduit de l'allemand par Brigitte Déchin, Éditions du Panama, 2006
- L'avenir de la famille[17],[18], traduit de l'allemand par Nicola Engert et Bernard Dérue, Il était deux fois, 2010
- L'Enfant-Phoque[16] (Wenn ich gross bin, werde ich Seehund), les Grandes personnes, 2011
- Que font les petites filles aujourd'hui[25],[14] ? (Was machen die Mädchen heute ?), traduit de l'allemand par Marc Porée, les Grandes personnes, 2014
- Que font les petits garçons aujourd'hui[14] (Was machen die Jungs heute ?), traduit de l'allemand par Marc Porée, les Grandes personnes, 2014

### Illustrateur
- Le Nouveau Pinocchio : nouvelle version des aventures de Pinocchio, texte de Christine Nöstlinger, d'après l'œuvre de Carlo Collodi, trad. de l'allemand par Ghislaine Lagarde-Sailer, Souffles, 1989
- Série Contes de Grimm[8], texte des Frères Grimm, Seuil

1. Tome 1, 2003
2. Tome 2, 2004

- Le grand nain : et autres histoires, texte de Franz Hohler, Joie de lire, 2004
- Contes[9],[10], texte de Hans Christian Andersen, Seuil, 2005
- Contes abracadabrants[26],[27] (Das grosse Buch, Geschichten für Kinder), texte de Franz Hohler, traduit de l'allemand par Genia Català, la Joie de lire, 2011

## Prix et distinctions
- 1982 : Oldenburger Kinder- und Jugendbuchpreis (de) pour Das Elefantentreffen
- 1984 : Troisdorfer Bilderbuchpreis (de) pour Eine Nacht mit Wilhelm
- 1986 : Troisdorfer Bilderbuchpreis (de) pour Der Ball
- 1988 : Troisdorfer Bilderbuchpreis (de) pour Vorsicht Kinder!
- 1993 : Kinderbuchpreis des Landes Nordrhein-Westfalen (de) pour Alfred Fafner fast allein
- 1995 :  Prix BolognaRagazzi de la Foire du livre de jeunesse de Bologne[4], catégorie Fiction, pour Au théâtre des filles (Was machen die Mädchen ?)
- 1998 : Eulenspiegelpreis (de) pour Un livre pour Élie (Ein Buch für Bruno)
- 2000 : Deutscher Jugendliteraturpreis, pour l'ensemble de son œuvre
- 2001 : Kinderbuchpreis des Landes Nordrhein-Westfalen (de) pour  Mit Katz und Hund auf Du und Du  qu'il a illustré, sur un texte de Monika Lange
- 2007 : Großer Preis der Deutschen Akademie für Kinder- und Jugendliteratur e. V. Volkach (de) pour l'ensemble de son œuvre
- 2007 : Deutscher Jugendliteraturpreis catégorie Livre illustré, pour La reine Gisèle (Königin Gisela)
- 2012 : Rattenfänger-Literaturpreis (de) pour L'Enfant-Phoque (Wenn ich gross bin, werde ich Seehund)
- 2014 : (international) « Honour List »[28] de l' IBBY, catégorie Illustration, pour L'Enfant-Phoque (Wenn ich gross bin, werde ich Seehund)
- 2018 : Prix Joachim-Ringelnatz (de) pour l'ensemble de son œuvre
- 2018, 2020, 2022, 2024 :  Sélections pour le Prix Hans-Christian-Andersen[20] dans la catégorie Illustration (durant quatre prix biennaux d'affilée)
- 2019 à 2024 :  Sélections pour le Prix commémoratif Astrid-Lindgren[19] (durant six années d'affilée)
- 2025 :  Prix BolognaRagazzi, catégorie Comics Early Reader[5], Foire du livre de jeunesse de Bologne, pour Gutenachtgeschichten für Celeste, qu'il a écrit et illustré avec Ole Könnecke.

## Quelques expositions
- 1997 : (France) « Nikolaus Heidelbach : Rétrospective »[11], Bibliothèque municipale, Ville de Bagnolet, en collaboration avec le Centre de promotion du livre de jeunesse, Seine-Saint-Denis Catalogue d'exposition par Jean-Noël Blanc[29].
- 2010 : (France) « Côté filles, côté garçons »[30], médiathèque de Noisy-le-Sec
- 2011 (Italie) : « Quasi solo. Disegni per tutti / Almost alone. Drawings for Everyone », Bologne Catalogue d'exposition : Almost Alone. Drawings for Everyone, Nikolaus Heidelbach, Catalogue, Hamelin Associazione Culturale, Editrice Compositori, Bologna,  2011[31]
- 2019 : (France) Biennale des illustrateurs de Moulins[7],[1], organisée par le Musée de l'illustration jeunesse de Moulins (Allier)
- 2019 : (France) Dessins originaux[1], Chez les Libraires Associés, Paris